# Carlos César (treinador de futebol)
Carlos César Ramos Custódio, mais conhecido como Carlos César (Rio de Janeiro, 16 de Fevereiro de 1949) é um ex-treinador de futebol brasileiro.

## Carreira
Carlos César sempre teve mais destaque comandando as categorias de base, seja de seleção ou clube. Embora iniciou-se como Auxiliar de Preparador Físico, na Seleção Brasileira de Futebol e no Vasco da Gama. em seguida, esteve como auxiliar técnico da Seleção do Qatar Sub-17 e dos juniores do Fluminense, onde esteve como treinador das equipes de base.
Em seguida voltou ao Qatar, agora para ser assistente do Al Rayan, e comandou os juniores do Al Salmiya e do Al Jazira, onde também esteve como assistente da wequipe principal. e no Al-Ittifaq, onde começou a treinar equipe principais, retoma novamente ao Fluminense para ser comandante da equipe sub-17 e de juniores, comandou a a Seleção Brasileira sub-17, pelo qual foi campeão sul-americano e mundial da categoria. depois foi para o Flamengo, onde assumiu a equipe de juniores e também a principal, como interino.[carece de fontes?] Ainda entre o Flamengo, assumiu a Seleção Brasileira Sub-20, pelo qual foi campeão sul-americano. Em seguida comandou Paysandu, America e em 2009, dirigiu o Duque de Caxias. após dois anos, fora como treinador. Carlos César comando no seu último ano como treinador o Bangu.

## Outras funções
- Seleção Olímpica (1975) - auxiliar do preparador físico
- Vasco da Gama (1975-1977) - auxiliar do preparador físico

## Títulos
Al Salmiya
- Campeonato Sub-20 do Kuwait: 1986

Brasil
- Campeonato Sul-Americano Sub-17: 1997, 1999
- Mundial Sub-17: 1997, 1999
- Campeonato Sul-Americano Sub-20:2001

Flamengo
- Campeonato Carioca de Juniores: 2000